# San Juan de Abajo (Nayarit)
San Juan de Abajo es un pueblo del municipio de Bahía de Banderas, en el Estado de Nayarit, México.Su principal actividad económica es la agricultura y secundariamente el turismo rural. Este constituye una actividad secundaria que poco a poco se va extendiendo, ya que se localiza a 30 minutos de destinos turísticos como: Bahía de Banderas (bahía), Puerto Vallarta, Nuevo Nayarit, Bucerias, y Punta de Mita.
Los principales productos agrícolas que se cultivan son: maíz, sandía, frijol, tabaco, jitomate y alguna que otra hortaliza más, que se cosechan durante todo el año. Hay un sector minoritario de la población que se dedica a la ganadería.

## Actividades festivas

### Día del taco
El día del taco se celebra en marzo, este día todos los "taqueros" del pueblo y de los pueblos vecinos, se dan cita en la plaza principal, donde acuden tanto lugareños como visitantes a degustar los diferentes tacos que se ofrecen de manera gratuita a todos los asistentes. Hay música, mariachis y muchos tacos. Comienza a partir de las 9 p.m.

### Fiestas de mayo
Comienzan el 15 con una duración de Diez días. El 24 de mayo se celebra a San Juan Bautista aunque la festividad para la Iglesia Católica es el 24 de junio. Sin embargo, el cambio obedece a las lluvias de temporal. Los festejos consisten en desfiles de carros alegóricos que son organizados por cada uno de los barrios en los que se divide la población y son esperados a las puertas de la Iglesia con repiques de campanas. Es tradición que, al finalizar la misa y en medio de un algarabío de gente, haya fuegos artificiales multicolores; por las calles aledañas a la Parroquia y la plaza puede verse un sinnúmero de puestos y juegos mecánicos. Se organizan también peleas de gallos y jaripeos. El 24 de mayo, que es el último día y el más importante, a las 12 del día llegan las antorchas provenientes de Talpa de Allende,  Jalisco, por la tarde se organiza una magna peregrinación desde la entrada a la parroquia, precedida por el santo patrón. A este peregrinar se unen los hermanos ausentes, oriundos de San Juan de Abajo que se fueron en busca de un futuro mejor al vecino país del norte en su mayoría, que van a dar gracias al Santo Patrono y a la Virgen por dejarlos regresar un año más a su terruño.

## Actividades recreativas

### Turismo rural
Este Hermoso Pueblo tiene como característica que su plaza y su iglesia están separadas. Tradicionalmente en los pueblos de México la plaza se encuentra frente a la iglesia, en San Juan de Abajo no es así. Su mayor atractivo turístico arquitectónico es la parroquia de San Juan Bautista, con 2 torres de simple construcción y tienen 3 cuerpos cada una y terminan con una pequeña cúpula y una cruz. La torre norte alberga a la campana mayor y 3 campanas más, entre ellas una esquila y la campana más vieja de la parroquia), la torre sur alberga a solo una campana, que es con la que se llama todos los días. Las torres tienen una altura de 28 metros. La base de la parroquia tiene forma de cruz latina, con cúpula en el crucero. El altar mayor es de estilo romano y está hecho de piedra cantera, alberga una gran imagen de cristo en el centro, a su derecha a la Virgen de Guadalupe y a la izquierda a la imagen de San Juan Bautista, nuestro santo patrón. En total la parroquia alcanza una altura de unos 50 metros. En abril de 2009 dieron inicio obras de remodelación de la fachada.
A lo largo del camellón puede encontrarse una variedad de comercios. San Juan de Abajo es conocido por la variedad gastronómica en comida mexicana. Por las mañanas puede encontrar diversos tipos de alimentos en locales del centro y a lo largo del bulevar. Por la tarde, a partir de las 7:00, el visitante puede encontrar antojitos mexicanos en diversos lugares distribuidos por todo el pueblo. La mayoría de estos los encontrara a la manera tradicional, en las banquetas se instalan mesas donde los comensales pueden disfrutar de los platillos que cada lugar ofrece. El visitante podrá ver como en las principales calles del pueblo, se instalan los tradicionales puestos de tacos, y comidas típicas mexicanas. Si el visitante gusta de tacos, pregunte por "la china", no se arrepentirá. Dirija sus pasos a la iglesia, justo en la entrada de la iglesia busque los deliciosos "churros", ahí cerca, en la esquina norte, deguste una deliciosa nieve con "Tita".

### Turismo de aventura
San Juan de Abajo por su parte norte colinda con el cerro Vallejo, montañas pertenecientes a la Sierra Madre Occidental. En ella se puede practicar el senderismo, bicicleta de montaña y campismo. Además el turista puede encontrar vestigios arqueológicos, petroglifos, y recientemente se descubrió una pirámide, una calzada, un juego de pelota, que aún no ha sido debidamente estudiada por profesionales.
Otros sitios para conocer son los ranchos UMA como Rancho Vallejo, donde se puede practicar el senderismo, paseo a caballo, visita a zona arqueológica, spa, temazcal y degustar comida "de rancho", 100% orgánica.

## Ubicación
A San Juan de Abajo se puede llegar por carretera asfaltada desde cualquier punto de la bahía. Los autobuses parten desde Vallarta a San Juan cada 15 minutos con un tiempo de recorrido de aproximadamente 1 hora, teniendo como cuota 20 pesos. El transporte por medio de taxis pertenecientes a San Juan (color blanco y con el nombre escrito de "San Juan de Abajo" en sus puertas) es de manera colectiva, lo que representa que se comparte el taxi con más pasajeros. El precio de transporte en taxi colectivo oscila entre los 28 y 30 pesos. El recorrido en taxi dura aproximadamente 30 o 40 minutos. Los taxis amarillos pertenecientes a Vallarta, podrían cobrar entre 450 y 500 pesos por viaje a San Juan, este taxi no se comparte con otros pasajeros, por esa razón el precio se incrementa. Cabe aclarar que estos taxis, los pertenecientes a Vallarta, pueden llevar pasajeros hacia San Juan, pero no les está permitido transportar pasajeros de San Juan a Vallarta. Si así lo desea, se puede solicitar un taxi de San Juan para que le transporte de manera exclusiva a cualquier punto. Pregunte el precio antes de abordarlo. Si viajas y tu manejas, toma la carretera en Mezcales que lleva a San Juan de Abajo o desde Bucerias por la carretera vieja a el valle, ambas son carreteras de asfalto en muy buen estado y la carretera vieja a valle cuenta con vista de la montaña y zona valle muy hermosas.
En la temporada de lluvia, que oscila de junio a la última semana de octubre, se puede visitar el río Huichichila o "Huichi" como le conocen los locales, un río que nace en las montañas cercanas, estas montañas tiene su punto más alto de 1000 msnm, el mejor lugar para visitarlo es en las faldas de esta cadena montañosa rebosante de vegetación verde, aves, mariposas, árboles que se estiran hacia el cielo con hasta 30 metros de altura y sus copas crean túneles que por momentos impiden la entrada del sol. Siguiendo la ladera del río montaña arriba se puede practicar bicicleta de montaña, hiking (senderismo) y camping (acampar). Lleva bloqueador y repelente de mosquitos. Este lugar donde se suelen visitar los habitantes del pueblo durante la temporada de lluvias.
Así mismo en San Juan de Abajo existen 2 gasolineras, refaccionarias, ferreterías y talleres mecánicos de todo tipo, una gran cantidad de negocios de varias ramas (dulcerías, abarrotes, farmacias, super, jugueterías, etc.) así mismo en San Juan de Abajo podrán encontrar casi todo tipo de comidas. Se cuenta con 2 Hoteles de modestos acomodos justo en el centro, los precios por noche oscilan entre los 100 y 300 pesos por habitación, cuentan con TV satelital y aire acondicionado en habitaciones.
En servicios de salud San Juan cuenta con un hospital de IMSS #22, clínica del ISSSTE, un centro de salud, consultorios particulares con varias especialidades. Hay planteles educativos con los diferentes niveles de educación. De preescolares existen 4 (uno en la colonia San Juan de Atotonilco, uno en la colonia San Juan Papachula, uno en el centro y uno en el barrio Sagrado Corazón), 3 escuelas primarias (José María Morelos en el centro, Fernando Gamboa Berzunza en el barrio San Antonio e Ignacio Allende en la colonia San Juan Papachula), una Secundaria (Esc. Sec. Tec. #5 Jesús Reyes Heroles) y una preparatoria CECyTE Nayarit, estando aquí el plantel #1 construido en el estado.